# Ван Влит, Петронелла
Петронелла (Нел) ван Влит нидерл. Petronella "Nel" van Vliet, 17 января 1926 — 4 января 2006) — голландская пловчиха, олимпийская чемпионка 1948 года и чемпионка Европы 1947 года. В период с 1946 по 1949 год установила 18 мировых рекордов.

## Биография
Петронелла (Нел) ван Влит родилась 17 января 1926 года в городе Нарден, провинция Северная Голландия. Тренировалась в клубе «HZC de Robben». Профессиональную карьеру пловчихи начала в 1943 году. Во время национальных соревнований по плаванью в Нидерландах 1943 года, ван Влит выигрывает свою первую золотую медаль в дисциплине 200 м брассом. На этом виде национального соревнования она дважды повторила свое достижение и взяла золотую медаль в 1946 и 1948 годах. Успехом завершилось её выступление на чемпионате Европы по водным видам спорта 1947 года в Монте-Карло. Выступая в успешной для себя дисциплине 200 м брассом, ван Влит выиграла золото с результатом 2:56:60.
Под руководством своего тренера Яна Стендера, ван Влит попала в состав сборной Нидерландов по плаванию и отправилась на Летние Олимпийские игры 1948 года в Лондоне. В дисциплине 200 м брассом с результатом 2:57:20 она стала лидером заплыва и выиграла золотую медаль, обогнав соперниц из Австралии и Венгрии. Ван Влит была наиболее успешна в плавании брассом на 200 м и именно эта дисциплина принесла ей высшие награды. Ей принадлежит серия мировых рекордов: плавание брассом на 100 м (1:11:10 — 25 августа 1946), 200 м брассом (2:35:60 − 24 августа 1946), 3×100 м комбинированная (3:19:60 — 4 мая 1947) и многие другие. Петронелла ван Влит умерла 4 января 2001 года в городе Нарден.